# Leichtathletik-Länderkampf der Männer 1956 BR Deutschland – Schweiz
| 7. Leichtathletik-Länderkampf mit bundesdeutscher Beteiligung 1956 | 7. Leichtathletik-Länderkampf mit bundesdeutscher Beteiligung 1956 |               |
| ------------------------------------------------------------------ | ------------------------------------------------------------------ | ------------- |
|                                                                    |                                                                    |               |
| Ländervergleich der Männer: BR Deutschland – Schweiz               |                                                                    |               |
| Austragungsort                                                     | Karlsruhe                                                          |               |
| Wettbewerbe                                                        | 20                                                                 |               |
| Datum                                                              | 25./26. August                                                     |               |
| 1. FRG 2. SUI                                                      | 135 P 084 P                                                        |               |
| Chronik                                                            |                                                                    |               |
| ← FRG-DNK (M)                                                      | FRA-FRG (M) →                                                      | FRA-FRG (M) → |

Im siebten Vergleich des Länderkampfjahres 1956 kam es wieder zum traditionellen alljährlichen Treffen der deutschen Männer mit der Schweiz. Wegen des gleichzeitig am selben Wochenende ausgetragenen Vergleichs gegen Dänemark in Kassel musste sich das bundesdeutsche Team auf zwei Veranstaltungen aufteilen.

## Wettbewerbe und Modus
Der Länderkampf bot wieder ein komplettes Programm und wurde an zwei Tagen durchgeführt. Aus dem olympischen Wettbewerbskatalog fehlten nur der Marathonlauf, die beiden Gehdisziplinen und der Zehnkampf. Gewertet wurde in den Einzeldisziplinen nach dem Standardsystem, in den Staffeln mit sieben zu vier Punkten.

## Ergebnis
An die Schweiz gingen die Rennen über 200 Meter und 110 Meter Hürden sowie der Hoch-, Stabhoch- und Dreisprung. Die weiteren fünfzehn Wettbewerbe entschied die Bundesrepublik Deutschland für sich, dabei gab es acht Doppelerfolge. Nach der ersten Niederlage gegen die Schweiz im Vorjahr erzielten die bundesdeutschen Leichtathleten so mit 135 zu 84 Punkten wieder einen deutlichen Sieg.

## Legende
Kurze Übersicht zur Bedeutung der Symbolik – so üblicherweise auch in sonstigen Veröffentlichungen verwendet:
| DNF | nicht im Ziel (did not finish) |

## Resultate

### 100 m
| Platz | Athlet         | Land | Zeit (s) |
| ----- | -------------- | ---- | -------- |
| 1     | Manfred Germar | FRG  | 10,3     |
| 2     | Lothar Knörzer | FRG  | 10,6     |
| 3     | Kurt Frieden   | SUI  | 10,7     |
| 4     | Fritz Griesser | SUI  | 10,8     |

Datum: 25. August

### 200 m
| Platz | Athlet            | Land | Zeit (s) |
| ----- | ----------------- | ---- | -------- |
| 1     | René Weber        | SUI  | 22,0     |
| 2     | Friedrich Lembach | FRG  | 22,1     |
| 3     | Kurt Frieden      | SUI  | 22,2     |
| 4     | Manfred Poerschke | FRG  | 22,4     |

Datum: 26. August

### 400 m
| Platz | Athlet              | Land | Zeit (s) |
| ----- | ------------------- | ---- | -------- |
| 1     | Karl-Friedrich Haas | FRG  | 47,5     |
| 2     | Walter Oberste      | FRG  | 47,8     |
| 3     | René Weber          | SUI  | 48,3     |
| 4     | Christian Wägli     | SUI  | 48,4     |

Datum: 25. August

### 800 m
| Platz | Athlet          | Land | Zeit (min) |
| ----- | --------------- | ---- | ---------- |
| 1     | Friedel Stracke | FRG  | 1:50,3     |
| 2     | Paul Schmidt    | FRG  | 1:50,7     |
| 3     | Frank Gloor     | SUI  | 1:56,0     |
| 4     | Erwin Bühler    | SUI  | 1:56,6     |

Datum: 25. August

### 1500 m
| Platz | Athlet        | Land | Zeit (min) |
| ----- | ------------- | ---- | ---------- |
| 1     | Werner Bumann | FRG  | 3:49,4     |
| 2     | Günter Timm   | FRG  | 3:51,0     |
| 3     | August Sutter | SUI  | 3:55,8     |
| 4     | Erwin Bühler  | SUI  | 3:58,2     |

Datum: 26. August

### 5000 m
| Platz | Athlet         | Land | Zeit (min) |
| ----- | -------------- | ---- | ---------- |
| 1     | Rolf Lamers    | FRG  | 14:37,8    |
| 2     | Horst Flosbach | FRG  | 15:05,0    |
| 3     | Ernst Emch     | SUI  | 15:20,4    |
| 4     | Emil Schudel   | SUI  | 16:55,0    |

Datum: 25. August

### 10.000 m
| Platz | Athlet               | Land | Zeit (min) |
| ----- | -------------------- | ---- | ---------- |
| 1     | Xaver Höger          | FRG  | 30:32,4    |
| 2     | Walter Glauser       | SUI  | 31:36,2    |
| 3     | Gerd von Hanu-Krüger | FRG  | 31:44,6    |
| 4     | Hans Frischknecht    | SUI  | 32:27,6    |

Datum: 26. August

### 110 m Hürden
| Platz | Athlet              | Land | Zeit (s) |
| ----- | ------------------- | ---- | -------- |
| 1     | Olivier Bernard     | SUI  | 15,0     |
| 2     | Herbert Stürmer     | FRG  | 15,0     |
| 3     | Walter Ryf          | SUI  | 15,1     |
| 4     | Karl-Ernst Schottes | FRG  | 15,1     |

Datum: 25. August

### 400 m Hürden
| Platz | Athlet           | Land | Zeit (s) |
| ----- | ---------------- | ---- | -------- |
| 1     | Kurt Bonah       | FRG  | 53,4     |
| 2     | Christian Wägli  | SUI  | 53,6     |
| 3     | Wolfgang Fischer | FRG  | 53,6     |
| 4     | Josef Kost       | SUI  | 58,0     |

Datum: 26. August

### 3000 m Hindernis
| Platz | Athlet            | Land | Zeit (min) |
| ----- | ----------------- | ---- | ---------- |
| 1     | Helmut Thumm      | FRG  | 08:56,8    |
| 2     | Heinz Laufer      | FRG  | 08:56,8    |
| 3     | Gottfried Stäubli | SUI  | 10:03,2    |
| DNF   | Arthur Huber      | SUI  | Verletzung |

Datum: 26. August

### 4 × 100 m Staffel
| Platz | Besetzung      | Land                                                          | Zeit (s) |
| ----- | -------------- | ------------------------------------------------------------- | -------- |
| 1     | BR Deutschland | Lothar Knörzer Carl Kaufmann Friedrich Lembach Manfred Germar | 41,6     |
| 2     | Schweiz        | Urban Fritz Griesser Willy Eichenberger Kurt Frieden          | 41,8     |

Datum: 25. August

### 4 × 400 m Staffel
| Platz | Besetzung      | Land                                                              | Zeit (min) |
| ----- | -------------- | ----------------------------------------------------------------- | ---------- |
| 1     | BR Deutschland | Manfred Poerschke Paul Schmidt Walter Oberste Karl-Friedrich Haas | 3:11,8     |
| 2     | Schweiz        | René Farine Ernst Vogel Bruno Galliker René Weber                 | 3:15,4     |

Datum: 26. August

### Hochsprung
| Platz | Athlet         | Land | Höhe (m) |
| ----- | -------------- | ---- | -------- |
| 1     | Hans Wahli     | SUI  | 1,85     |
| 2     | Jürgen Haßmann | FRG  | 1,80     |
| 3     | René Maurer    | SUI  | 1,80     |
| 4     | Fritz Weber    | FRG  | 1,80     |

Datum: 25. August

### Stabhochsprung
| Platz | Athlet            | Land | Höhe (m) |
| ----- | ----------------- | ---- | -------- |
| 1     | Walter Hofstetter | SUI  | 4,15     |
| 2     | Willi Reißmann    | FRG  | 4,10     |
| 3     | Wolfgang Mayer    | FRG  | 3,80     |
| 4     | Max Wehrli        | SUI  | 3,80     |

Datum: 26. August

### Weitsprung
| Platz | Athlet             | Land | Weite (m) |
| ----- | ------------------ | ---- | --------- |
| 1     | Dietrich Richter   | FRG  | 7,33      |
| 2     | Erwin Müller       | SUI  | 7,03      |
| 3     | Heinz Oberbeck     | FRG  | 6,94      |
| 4     | Willy Eichenberger | SUI  | 6,77      |

Datum: 25. August

### Dreisprung
| Platz | Athlet            | Land | Weite (m) |
| ----- | ----------------- | ---- | --------- |
| 1     | Erwin Müller      | SUI  | 14,67     |
| 2     | Robert Wiener     | FRG  | 14,34     |
| 3     | Erich Bremicker   | FRG  | 13,80     |
| 4     | Peter Brennwalder | SUI  | 13,53     |

Datum: 26. August

### Kugelstoßen
| Platz | Athlet          | Land | Weite (m) |
| ----- | --------------- | ---- | --------- |
| 1     | Dietrich Urbach | FRG  | 16,51     |
| 2     | Fred Meyer      | SUI  | 15,48     |
| 3     | Gerhard Brink   | FRG  | 14,63     |
| 4     | Max Hubacher    | SUI  | 14,40     |

Datum: 26. August

### Diskuswurf
| Platz | Athlet          | Land | Weite (m) |
| ----- | --------------- | ---- | --------- |
| 1     | Karl Oweger     | FRG  | 50,13     |
| 2     | Mathias Mehr    | SUI  | 49,96     |
| 3     | Dietrich Urbach | FRG  | 49,28     |
| 4     | Oskar Häfliger  | SUI  | 43,90     |

Datum: 25. August

### Hammerwurf
| Platz | Athlet        | Land | Weite (m) |
| ----- | ------------- | ---- | --------- |
| 1     | Hugo Ziermann | FRG  | 55,72     |
| 2     | Hans Volk     | FRG  | 51,78     |
| 3     | Hans Jost     | SUI  | 47,29     |
| 4     | Roger Veeser  | SUI  | 46,83     |

Datum: 26. August

### Speerwurf
| Platz | Athlet         | Land | Weite (m) |
| ----- | -------------- | ---- | --------- |
| 1     | Gerhard Keller | FRG  | 65,30     |
| 2     | Hermann Rieder | FRG  | 64,04     |
| 3     | Albert Brunner | SUI  | 60,56     |
| 4     | Fritz Buchmann | SUI  | 57,65     |

Datum: 25. August